# Cotillion Records
Cotillion Records – amerykańska wytwórnia płytowa, założona w 1968 jako wytwórnia zależna od Atlantic Records (będącej od 1971 własnością Warner Music Group) a zamknięta w 1986 roku. Najbardziej znana z 3-płytowego wydawnictwa Woodstock: Music from the Original Soundtrack and More i pierwszych albumów Emerson, Lake and Palmer.

## Historia
Wytwórnia płytowa Cotillion Records została założona w 1968 roku jako wytwórnia zależna od Atlantic Records, a zamknięta w 1986 roku. Pierwsze etykiety Cotillion były koloru szaro-niebieskiego z tekstem drukowanym na czarno. W górnej części etykiety znajdowało się logo wytwórni, nazwa Cotillion, umieszczona na  żółtym polu. W dolnej części etykiety widniała informacja, iż dystrybucją zajmowała się Atlantic Recording Corp. Od połowy lat 70. używana była etykieta różowa na brzegach i przechodząca w jasny fiolet w środku. Tekst był drukowany na czarno. W górnej części etykiety znajdowało się logo w formie litery C, a poniżej nazwa COTILLION. Pierwszym wydanym przez wytwórnię singlem był „You Don't Miss Your Water”/„She’s About A Mover” Otisa Claya (1968, Cotillion, 45-44001), a ostatnim „Just Can't Win 'Em All”/”Gotcha” Stevie Woodsa (1981, Cotillion, 45-46030). Pierwszym znaczącym artystą wytwórni był Brook Benton i jego popularny przebój z roku 1970, „Rainy Night In Georgia”, zaś albumem – Woodstock: Music from the Original Soundtrack and More z tego samego roku. W tym samym roku wytwórnia podpisała kontrakt z zespołem Emerson, Lake and Palmer.

## Artyści
Wytwórnia Cotyllion wydawała nagrania takich artystów jak: Brook Benton, Chic, Danny O’Keefe, Emerson, Lake and Palmer, Fatback Band, Herbie Mann, Johnny Gill, Luther Vandross, Margie Joseph, Otis Clay, Otis Rush, Ronnie Dyson, Ronnie Hawkins, Slave, Stacy Lattisaw, The Marbles, Tobi Lark, Walter Jackson, Mass Production, P-Funk, Brides Of Funkenstein, Horny Horns, Temptations i Sister Sledge.